# Жёлтый билет (фильм)
«Жёлтый билет» (нем. Der gelbe Schein, англ.  The Devil's Pawn) — немецкий немой фильм, снятый режиссёрами Юдженом Иллесом, Виктором Янсоном и Полом Л. Стайном в 1918 году на киностудии Projektions-AG Union (PAGU).
Ремейк польского фильма «Чёрная книжечка» 1915 года режиссёра Александра Герца, в котором также снималась Пола Негри.
Премьера фильма состоялась 22 ноября 1918 года.

## Сюжет
Леа, молодая девушка, со своим больным отцом живёт в еврейском гетто Варшавы. Она любит читать и хочет, поступив в Санкт-Петербургский университет, стать врачом, чтобы помочь больному отцу. Вскоре её отец умирает, и опекун Иосиф Сторкин, получает назначение на работу губернатором. Когда она едет в Россию, то узнает, что еврейским женщинам разрешено работать в столице лишь проститутками и только с «жёлтым билетом», в противном случае они попадают в тюрьму. Леа получает «жёлтый билет» и начинает работать в публичном доме. Найдя в книгах документы покойной сестры опекуна Софьи, Леа поступает по её бумагам в университет. Так начинается её трудная жизнь: днём она учится, а ночи проводит в борделе. Коллега по учёбе, Димитрий влюбляется в неё, но узнав о двойной жизни Лии, подавлен. Леа понимает, что раскрытие её тайны будет концом учёбы, и пытается покончить жизнь самоубийством.
Дмитрий идёт к их университетскому профессору Петру Жуковскому, чтобы рассказать ему о двойной жизни девушки. Профессор размышляет о своей жизни и вспоминает, что 19 лет назад он стал отцом внебрачного ребёнка от студентки по имени Лидия. Он до сих пор не знает, что случилось с Лидией и её ребёнком. Тем временем Сторкин, бывший опекун Леи, узнает, что его покойная сестра в своё время якобы получила золотую медаль за учёбу в Санкт-Петербургском университете. Иосиф Сторкин не верит этому и приступает к расследованию. В ходе встречи Сторкина и профессора Петра Жуковского обнаруживается, что Леа давно потерянная дочь профессора. На следующий день Лею доставляют в университет для срочной операции. Профессор тут же узнает, что это его дочь, которую он должен спасти от смерти. Операция проходит успешно. Леа выздоравливает и встречается с отцом и Дмитрием.

## В главных ролях
- Пола Негри — Леа
- Гарри Лидтке — Дмитрий
- Виктор Янсон — опекун Иосиф Сторкин
- Адольф Э. Лихо — профессор Жуковский
- Вернер Бернхардт — Астанов
- Гвидо Херцфельд — Шалим Рааб
- Маргарете Купфер[англ.] — владелица борделя
- Марга Линдт — Вера

## Факты
- Фильм был запрещён в нацистской Германии, потому что представлял евреев в положительном свете.
- Копия фильма была найдена в 1990-х годах, часть фильма находилась в архиве Амстердама, другой фрагмент был найден в Москве.
- Фильм был восстановлен и хранится в Израильском киноархиве и The Nederlands Filmmuseum.
- Отреставрирован в цифровом виде и выпущен на DVD под названием «The Yellow Ticket» в 2011 году компанией Bright Shining City Productions.
- Согласно отреставрированной версии интертитров к фильму, действие фильма «Жёлтый билет» происходит во время Первой мировой войны в оккупированной немцами Варшаве в 1918 году. В фильме Варшава использовалась также для изображения Санкт-Петербурга. Сцены были сняты в еврейском «гетто» Варшавы.

## Мнение о фильме
Сайт Polanegri.com утверждает, что «Жёлтый билет» — это «увлекательный фильм с великолепным драматическим сюжетом, который включает в себя разбитое сердце, мелодраму с неожиданными связями между основными героями и позитивным посланием о том, что человечность превыше расы».
Фонд еврейской культуры назвал фильм «Замечательным и прогрессивным для своего времени».